# 1980年イギリス労働党党首選挙
1980年イギリス労働党党首選挙（British Labour Party leadership election of 1980）は、イギリスの政党・労働党の党首を決定した選挙。マイケル・フットが新党首に選ばれた。

## 概要
1976年 - 1979年まで首相を務めたジェームズ・キャラハンの辞任を受けて実施された。キャラハンは、1979年の総選挙で敗北した後も、18ヶ月間党首の座に留まり、後継者と目されていたデニス・ヒーリーへの党首禅譲を目指していたとされる。しかし、この間に党方針決定の手続きや将来の方向性に関する党内議論は行き詰まりを見せていた。
ヒーリーの他、ピーター・ショア・ジョン・シルキンの立候補が予想されていた。最終的に当選したマイケル･フットは、彼を右派・ヒーリーを破ることが出来る唯一の候補だとみなしていた左派の担ぎ上げにより、出馬を決めた。

## 投票結果
| 第1回投票：1980年11月4日 | 第1回投票：1980年11月4日 | 第1回投票：1980年11月4日 | 第1回投票：1980年11月4日 |
| 候補者                   | 候補者                   | 得票数                   | 得票率                   |
| ------------------------ | ------------------------ | ------------------------ | ------------------------ |
|                          | デニス・ヒーリー         | 112                      | 42.3%                    |
|                          | マイケル・フット         | 83                       | 31.3%                    |
|                          | ジョン・シルキン         | 38                       | 14.3%                    |
|                          | ピーター・ショア         | 32                       | 12.1%                    |
| ’得票差'                 | ’得票差'                 | 29                       | 11.0%                    |
| 結果                     | 結果                     | 265                      |                          |
|                          | 第2回投票へ              |                          |                          |

過半数の支持を得た候補者がいなかったため、6日後にヒーリーとフットの間で決選投票が行われることとなった。
| 決選投票：1980年11月10日 | 決選投票：1980年11月10日 | 決選投票：1980年11月10日 | 決選投票：1980年11月10日 |
| Candidate                | Candidate                | Votes                    | %                        |
| ------------------------ | ------------------------ | ------------------------ | ------------------------ |
|                          | マイケル・フット         | 139                      | 51.9%                    |
|                          | デニス・ヒーリー         | 129                      | 48.1%                    |
| ’得票差'                 | ’得票差'                 | 10                       | 3.8%                     |
| 結果                     | 結果                     | 268                      |                          |
|                          | フットが当選             |                          |                          |

また、本選挙は議員のみの互選による投票としては最後のものとなった。これ移行、党の議決方式は議員票30%・党員票30%・労働組合票40%の割り振りで行われることとなる。